# 斯蒂夫·考夫曼
斯蒂夫·考夫曼（Steve Kaufmann，1945年10月8日—）是加拿大语言学家，可流利使用至少二十種語言。著有《语言家——我的语言探险之旅》（The Linguist）。

## 个人经历
斯蒂夫·考夫曼出生在瑞典，父母是讲德语的捷克人，在有英法两种官方语言的加拿大长大和上学。1970年中加建交后成为首批派驻中国的外交官，又赴日本工作將近9年，娶华裔妻子，岳父为华人，岳母为哥斯达黎加人。在40多年的时间里游历了许多国家。
考夫曼在60歲時學了第9種語言：俄羅斯語；2023年5月列明擅長的語言包括：英文、法語、中文、粵語、日語、韓語、俄羅斯語、瑞典語、德語、意大利語、西班牙語、葡萄牙語、烏克蘭語、捷克語、斯洛伐克語、羅馬尼亞語和波蘭語，也學了些希臘語和土耳其語，目前正學習著阿拉伯語和波斯語。